# Callimaco (nome)
Callimaco  è un nome proprio di persona italiano maschile.

## Varianti
- Femminili: Callimaca[3]

### Varianti in altre lingue
- Catalano: Cal·límac[5]
- Basco: Kalimako
- Bretone: Kallimac'hos
- Bulgaro: Калимах (Kalimah)
- Esperanto: Kalimako
- Francese: Callimaque
- Galiziano: Calímaco
- Georgiano: კალიმაქე (K'alimake)
- Greco antico: Καλλίμαχος (Kallimachos)[4]
- Greco moderno: Καλλίμαχος (Kallimachos)
- Latino: Callimachus[1][4], Callimacus[1]
- Lettone: Kallimahs
- Polacco: Kallimach
- Portoghese: Calímaco
- Rumeno: Callimah
- Russo: Каллимах (Kallimach)
- Spagnolo: Calímaco[5]
- Ungherese: Kallimakhosz

## Origine e diffusione
Deriva dal greco antico Καλλιμαχος (Kallimachos), composto da καλός (kalos, "bello", "buono", presente anche in Calliope, Calimero, Callinico e Calogero) e μαχομαι (makomai, "lottare", da cui anche Telemaco, Lisimaco, Andromaco e Simmaco); il significato complessivo può essere interpretato come "bel combattente", "buon combattente" o "che combatte bene".
In Italia è attestato prevalentemente in Toscana e, per il resto, disperso nel Nord; la sua diffusione è sostenuta sia dal culto verso il santo così chiamato, sia dal prestigio del poeta greco Callimaco, tuttavia è scarsissima.

## Onomastico
L'onomastico viene festeggiato il 7 novembre in memoria di san Callimaco, martire a Melitene con Mamante, Gerone e diversi altri compagni.

## Persone
- Callimaco, poeta e filologo greco antico
- Callimaco, scultore, architetto, pittore e toreuta greco antico
- Callimaco, funzionario egizio
- Callimaco di Afidna, militare greco antico
- Callimaco Zambianchi, patriota italiano